# Chi Lộc vừng
Chi Lộc vừng (danh pháp khoa học: Barringtonia) là một chi thực vật có hoa trong họ Lecythidaceae. Tên gọi phổ biến trong tiếng Việt là lộc vừng.

## Một số loài
Dưới đây liệt kê một số loài, nhưng chưa đầy đủ:
- Barringtonia acutangula (L.) Gaertn.: Lộc vừng, chiếc khế, chiếc, lộc mưng, lộc vừng hoa đỏ
  - B. acutangula subsp. acutangula (đồng nghĩa: Eugenia acutangula): Lộc vừng, chiếc, lộc mưng.
  - B. acutangula subsp. spicata (đồng nghĩa: B. spicata): Chiếc khế, lộc vừng hoa đỏ.
- Barringtonia asiatica (L.) Kurz (đồng nghĩa: B. speciosa, Butonica speciosa, Mammea asiatica): Chiếc bàng, bàng bí, bàng vuông.
- Barringtonia calyptrata R.Br. ex Benth.
- Barringtonia edulis Seem.
- Barringtonia payensiana Whitmore
- Barringtonia procera (Miers) R.Knuth (đồng nghĩa: Butonica procera)
- Barringtonia racemosa (L.) Spreng. (đồng nghĩa: Eugenia racemosa): Mưng, lộc vừng hoa chùm, chiếc chùm, tam lang.
- Barringtonia reticulata (Blume) Miq. (đồng nghĩa: B. sumatrana, Stravadium reticulatum)
- Barringtonia samoensis A.Gray
- Barringtonia seaturae H.B.Guppy (đồng nghĩa: B. petiolata)

## Thư viện ảnh

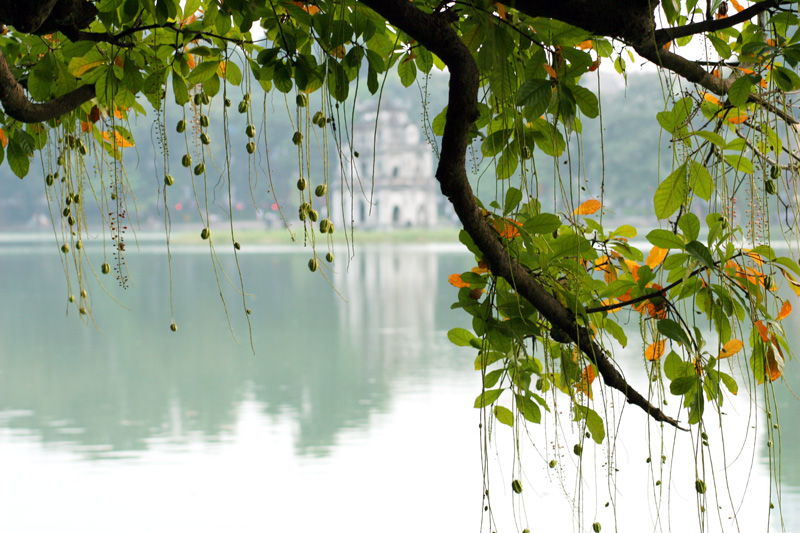
Cây lộc vừng bên hồ Gươm.
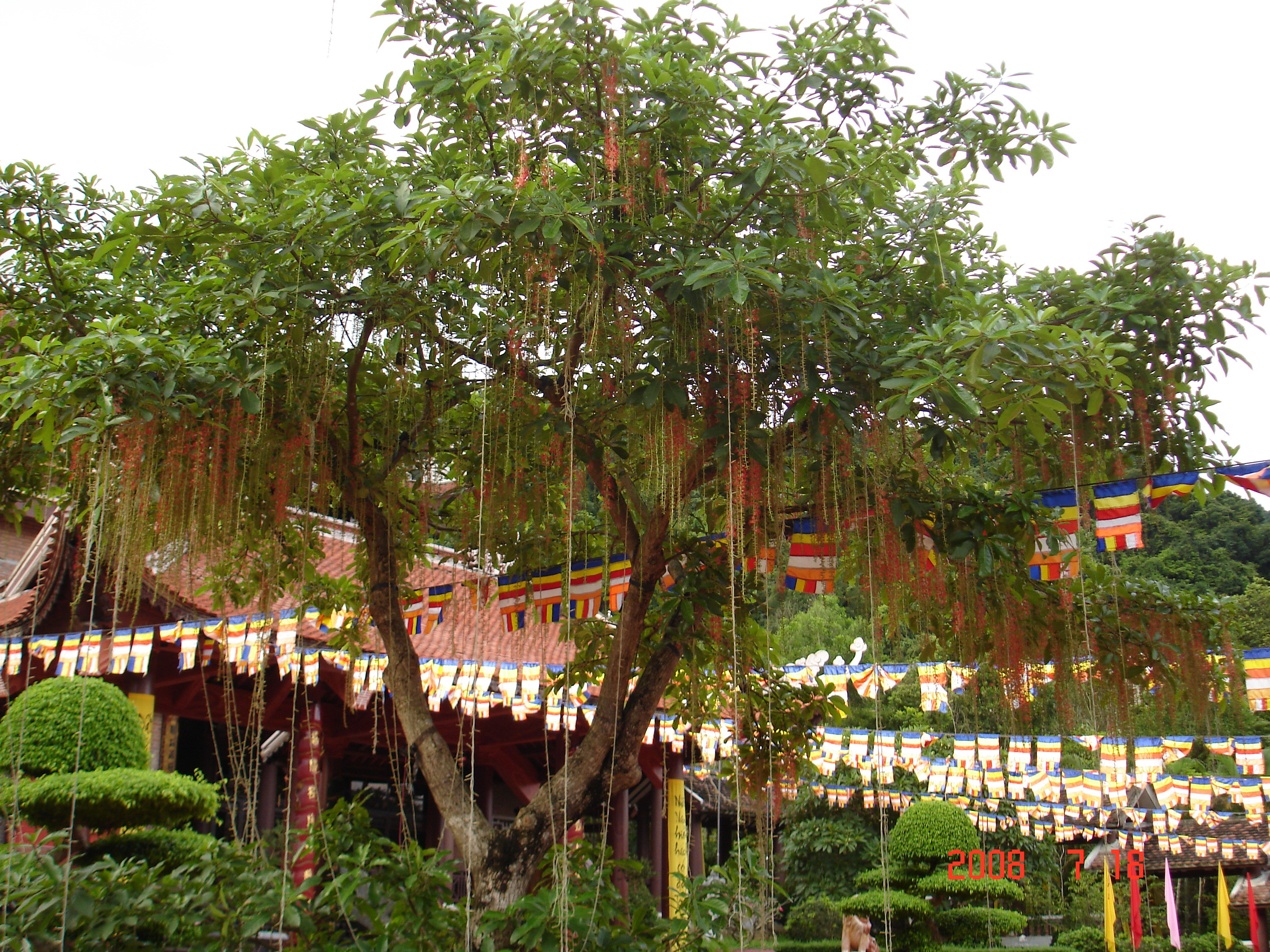
Một cây lộc vừng đang trổ hoa.
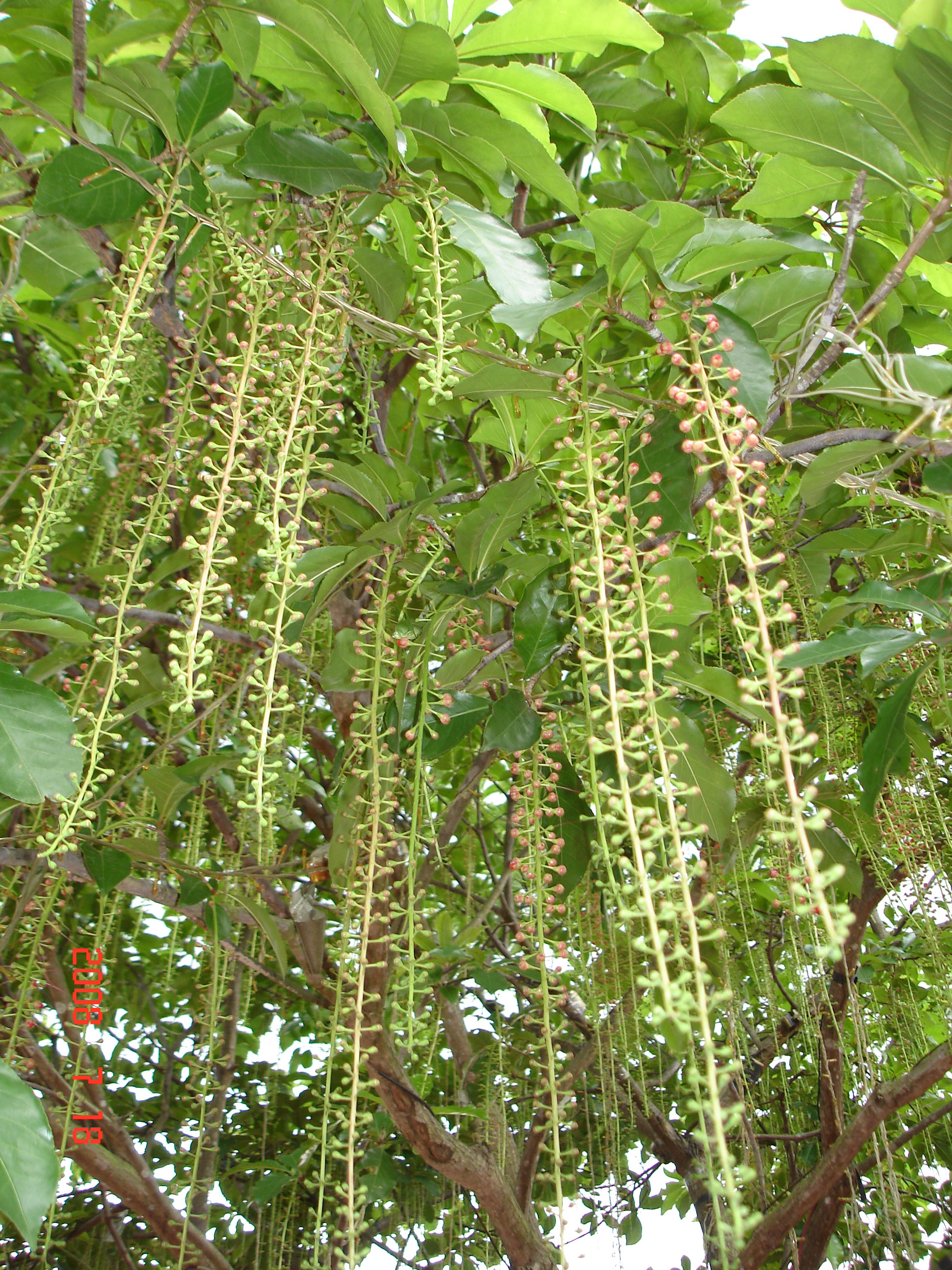
Hoa lộc vừng.